# Elefantenapotheke (Regensburg)

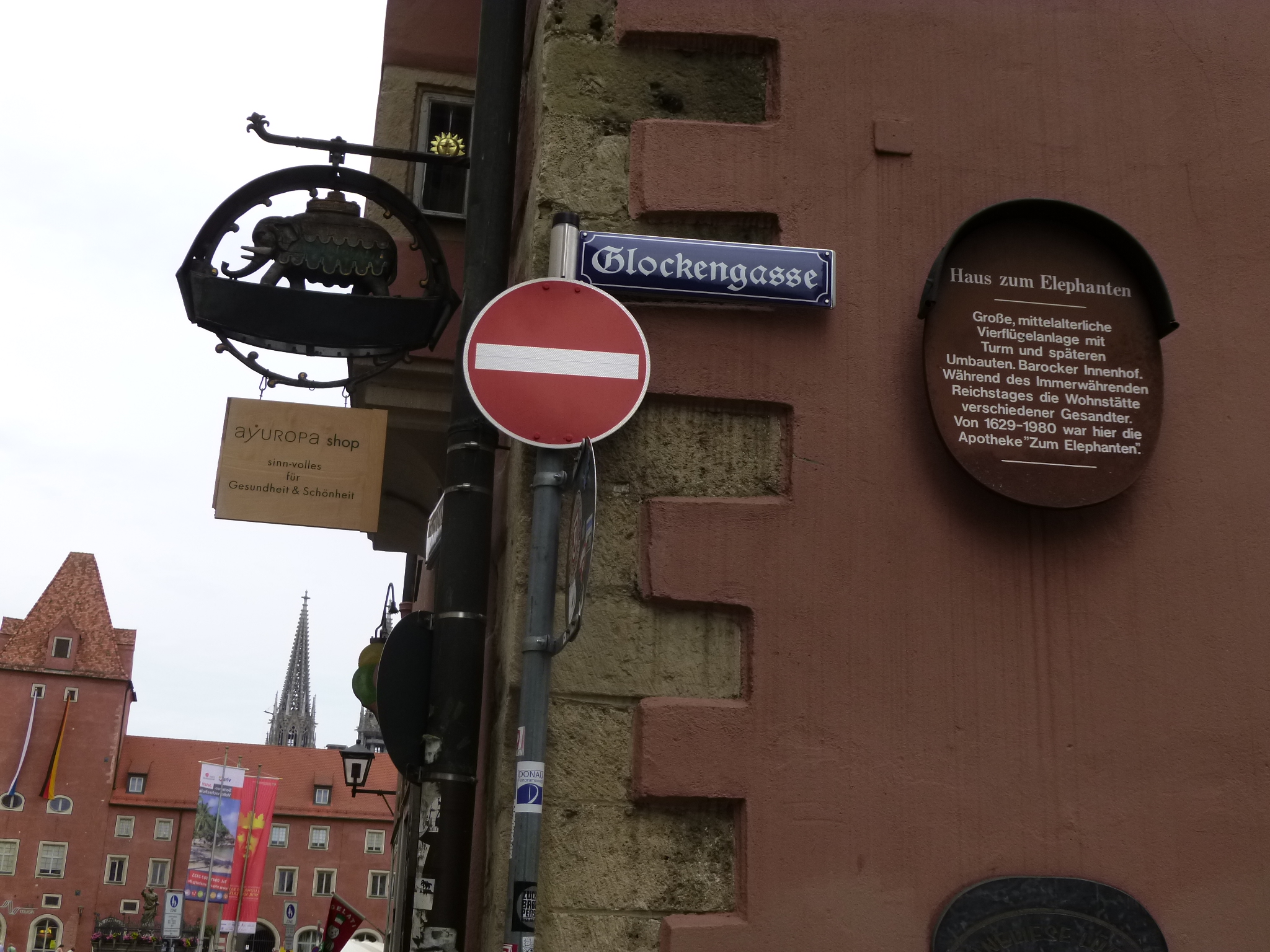
Heutiges Haus mit Elefanten-Aushang und Gedenktafel für die ehemalige Elefanten-Apotheke

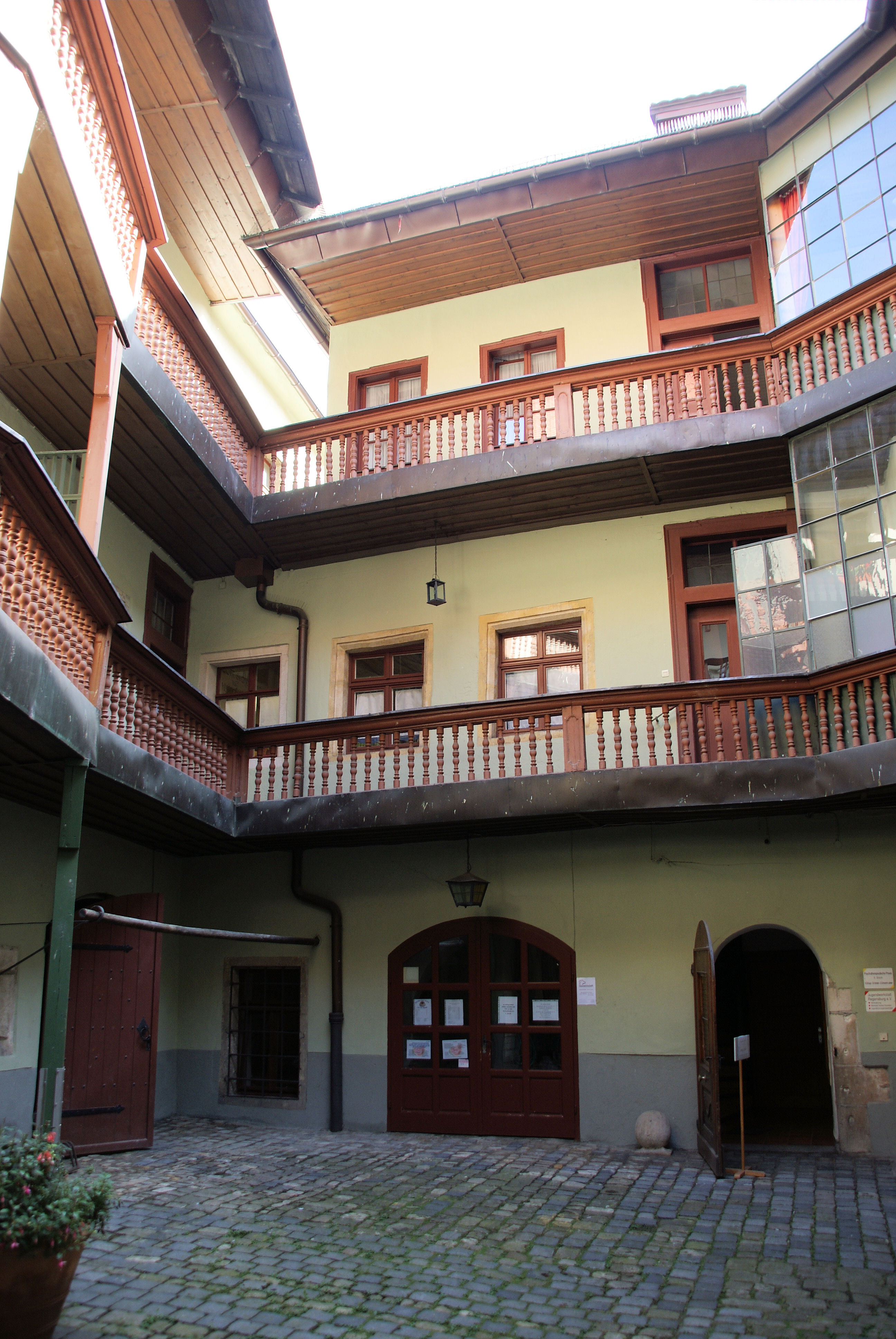
Glockengasse 1 ehemalige Elefantenapotheke, heutiger Innenhof

Die Elefantenapotheke in Regensburg entstand nach 1630 im Verlauf des 17. und 18. Jahrhunderts an mehreren Orten in verschiedenen Gebäuden. Zeitweise trug die Apotheke nach dem damaligen Inhaber den Namen Gladbachsche Apotheke. Als Elefantenapotheke bestand die Apotheke bis 1980 am Standort Glockengasse Nr. 1, im Zentrum der Altstadt von Regensburg, am nördlichen Ende der von Süd nach Nord verlaufenden Glockengasse, die an den Haidplatz und an die dort Ost-verlaufende Ludwigstraße anschließt.
Die Apotheke war untergebracht in einem Wohnhaus (heute auch Geschäftshaus), das im Volksmund nach der Apotheke Elefantenhaus genannt wurde. Bei dem Haus handelt es sich um eine mittelalterliche Vierflügelanlage mit einem Innenhof aus der Barockzeit, der zugänglich ist. Zur Zeit der Entstehung der Apotheke um 1630 war das Haus im Besitz der Familie Aunkofer und erhielt nach dem Einzug der Apotheke als Wahrzeichen einen Elefanten, der bedeckt mit einer Prunkdecke, einen mächtigen Turm auf dem Rücken trug. Dieses Wahrzeichen der Apotheke befindet sich heute im Deutschen Apotheken-Museum. Am ehemaligen letzten Standort der Apotheke im Erdgeschoss des Hauses Nr. 1 der Glockengasse erinnert heute ein schmiedeeisernes Schild mit dem Bild eines Elefanten an die ehemalige Elefantenapotheke.

## Gründung und Entwicklung
Gründer der späteren Elefanten-Apotheke war Hans Georg Peutel, der die Stadt Amberg zusammen mit seiner Ehefrau im Verlauf der dort vollzogenen Gegenreformation wegen seines evangelischen Glaubens verlassen hatte. 1627 erwarb er das Bürgerrecht in Regensburg und kaufte 1629 von seinen Schwiegereltern ein Haus in der Gasse Am Römling,die vom Haidplatz zum Ufer der Donau führt. Dort betrieb er eine von ihm Elefantenapotheke genannte Apotheke. Aus deren Offizin stammten die Medikamente, die 1630 dem im nahe benachbarten Kepler Gedächtnishaus,(Sterbehaus Keplers), schwer erkrankten Johhannes Kepler verabreicht wurden, aber dessen Tod nicht verhindern konnten.
Bereits 1633 verkaufte Georg Peutel sein in der Gasse Am Römling sehr abgelegen liegendes Haus und erwarb am nicht weit südlich entfernten Haidplatz am Eck zur Glockengasse ein zentral gelegenes Grundstück mit Wohn- und Geschäftshaus zur Gründung einer neuen Elefantenapotheke. Nach Peutels Tod kam die neue Elefantenapotheke zunächst an seinen jüngeren Bruder Zacharias Peutel und nach dessen Tod 1677 an dessen Sohn Georg Zacharias Peutel. Dessen Witwe Maria Magdalena heiratete erneut und wurde Ehefrau des Apothekers Johann Christoph Schwenter, der nach 1693 auch hohe städtische Ämter bekleidete, und nach 1713 während der Pestepidemie die Armen auf Kosten der Stadt mit Medikamenten versorgte. Zu dieser Zeit gehörte zum Personal der Apotheke auch Johann Wilhelm Weinmann, der bereits 1712 die damals heruntergewirtschaftete Mohren-Apotheke, gelegen am Kohlenmarkt übernahm.
Nach 1728 wurden Räume im Gebäude der Apotheke auch an ReichstagsGesandte vermietet, erstmals an den Gesandten von Sachsen-Weimar Emanuel von Willisen, der 1728 verstarb und auf dem Gesandtenfriedhof begraben wurde
Johann Christoph Schwenter starb 1733, nachdem er bereits 1732 die Elefanten-Apotheke für 2300 Gulden übergeben hatte an Johann Nicolaus Seippel, der die Apotheke nur 11 Jahre betrieb, bevor er im Alter von nur 38 Jahren verstarb. Seine Witwe Susanna Maria heiratete 1744 den Apotheker Johann Conrad Gladbach unter dessen Führung die Apotheke einen wirtschaftlichen Aufschwung nahm und einen so guten fachlichen Ruf erhielt, dass Apotheke und Apotheker weithin bekannt wurden. In Regensburg führte das dazu, dass man die Apotheke nach dem Inhaber nur noch Gladbachische Apotheke nannte. Wegen des guten Rufs der Apotheke als die beste Apotheke im Reichsgebiet kam zu dieser Zeit auch der spätere Vorsitzende der Botanischen Gesellschaft als Apothekerlehrling nach Regensburg. Als leidenschaftlicher Botaniker hatte er die Absicht, die Apotheker mit Pflanzen als Heilmittel vertraut zu machen.
Als Bewohner des Hauses hatte auch der Reichstagsgesandte aus dem Kurfürstentum Brandenburg Erich Christoph von Plotho im Haus Quartier genommen. Dessen sehr ungebührliches Verhalten gegenüber einem vom Reichstag 1757 zu ihm entsandten Notar im Treppenflur des Elefantenhauses erregte großes Aufsehen und machte das Haus der Regensburger Elefantenapotheke im gesamten Reichsgebiet bekannt. Der Notar sollte dem Gesandten Plotho ein Schreiben an den Landesherren von Preußen, König Friedrich der Große überreichen. In diesen Jahren im Vorfeld der Schlesischen Kriege zwischen 1740 und 1763 drohte dem Reichsgebiet das Zerbrechen wegen der territorialen Konflikte zwischen dem Kaiser und dem preußischen König. Plotho las das Schreiben, verweigerte die Annahme des Schreibens, bezeichnete den Notar als Flegel und ging dann sogar aggressiv gegen den Notar vor. Seinen Bediensteten gab er die Anweisung, den Notar von der Galerie des Binnenhofes hinab zu werfen, was aber nicht geschah. Der Vorfall wurde aber im gesamten Reichsgebiet bekannt und wurde sogar noch 50 Jahre später von Goethe in Dichtung und Wahrheit festgehalten.
Die Tochter des Apothekers Johann Conrad Gladbach, Sophie Katharina Luise, heiratete den zweifach promovierten Arzt Elias Theodor Heßling (* 9. Nov. 1744, †  2 Feb. 1840), der für das späte 18. und das frühe 19. Jahrhundert als Besitzer des Hauses und der Apotheke bekannt ist. Er war nach Studien in Paris und Straßburg, 1722 nach Regensburg zurückgekehrt und wurde zum Leib- und Reise-Arzt des Fürsten Alexander Ferdinand von Thurn und Taxis berufen mit einem Jahresgehalt von 2000 Gulden. Heßling bewohnte das Elefantenhaus und ließ die Elefantenapotheke durch einen Verweser verwalten, weil er als Arzt keine Apotheke führen durfte.
Der Sohn Johann Konrad Heßling übernahm als gelernter Apotheker die Elefanten-Apotheke vom Vater im Jahr 1803, beim Amtsantritt des neuen Landesherren Karl Theodor von Dalberg. Bis zur Aufgabe der Elefanten-Apotheke im Jahr 1980 folgten noch fünf weitere Betreiber der Apotheke. Für die Einstellung der Elefantenapotheke im Jahr 1980 mitverantwortlich war wahrscheinlich auch der Verlust der Mitglieder des Fürstenhauses Thurn und Taxis und des Klosters St. Emmeram als Kunden. Seit Mitte des 18. Jahrhunderts betrieben diese beiden Einrichtungen eine eigenständige Versorgung durch katholische Ärzte und Apotheker.

## Baumaßnahmen, Auflösung der Apotheke, und Nachwirkungen
Der bauliche Kern der Vierflügelanlage mit romanischen Kellerräumen stammt aus dem 14. Jahrhundert jedoch wurde das heutige äußere Erscheinungsbild mit der turmartigen Erhöhung im Osten und dem zweigeschossigen Kastenerker, sowie die Schafensterläden mit Schnitzereien erst im 15. Jahrhundert geprägt.
Im Jahr 1881 wurde die Einfahrt in den Binnenhof des Hauses für die Einrichtung eines weiteren Ladengeschäftes umgebaut. Dabei entdeckte man an freigelegten Hausmauern Fresken im Stil eines Frieses mit Schriftband und Schilden mit den Wappen namhafter Regensburger Familien. Dargestellt waren Szenen aus dem Ritterleben im frühen 14. Jahrhundert. Obwohl die Entdeckung der Fresken zunächst großes Aufsehen erregte, wurden die Fresken teilweise zerstört oder wieder überputzt. Ein Tor mit klassizistischen Flügeln führt zum Binnenhof, der im 18. Jahrhundert mit zweigeschossigen Galerien mit Umgängen umgeben wurde.
Die ehemalige kostbare Inneneinrichtung der Apotheke gelangte 1916 als Schenkung an das damalige Deutsche Apothekenmuseum in München und wurde im Verlauf des Zweiten Weltkrieges zerstört. Erhalten blieben einige alte Apothekengefäße, zwei gewendelte Messingsäulen und Träger von Schalenwaagen, die heute in der historischen Apotheke im Deutschen Museum in München Verwendung finden.